# Тон, Милтиадис
 Милтиадис Тон  (греч.  Μιλτιάδης Θών ; 1875, Афины — 1945, Афины) — греческий художник XX века.

## Биография
Интерес к творчеству Мильтиада Тона был проявлен через несколько десятилетий после его смерти. В силу этого информация о нём скупа и отрывочна.
Мильтиад родился в Афинах в 1875 году. Был последним ребёнком в многодетной семье царедворца и предпринимателя Николаоса Тона (1850—1906).
Учился живописи в Мюнхене у Николаоса Гизиса (последнее оспаривается частью греческих искусствоведов).
Тон оставался в Мюнхене до 1906 года, после чего прожил некоторое время в Италии. Не совсем ясно когда он вернулся в Грецию, но судя по его картине эсминец Докса, до начала Балканских войн (1912—1913).
Основной тематикой его работ были морские и прочие пейзажи, а также парусные суда и боевые корабли ВМФ Греции.
Большая часть его работ была представлена в альбоме «Изображения Греции».
Художник умер в Афинах в 1945 году.

## Галерея

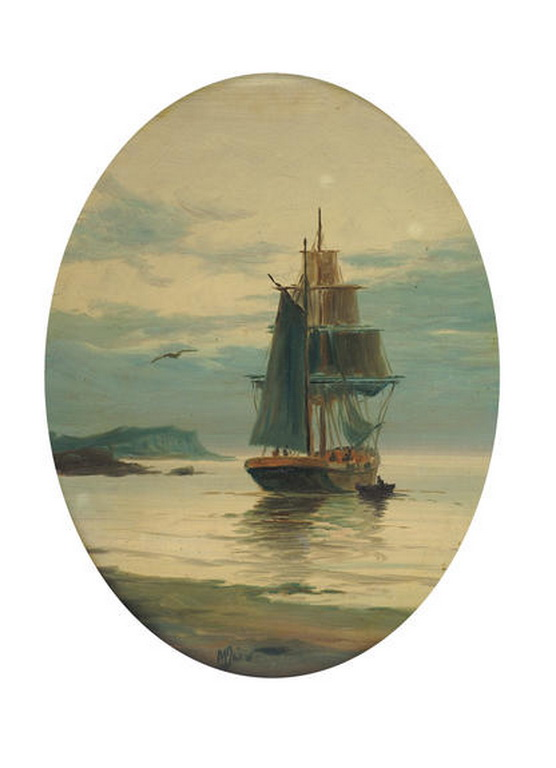
Парусник
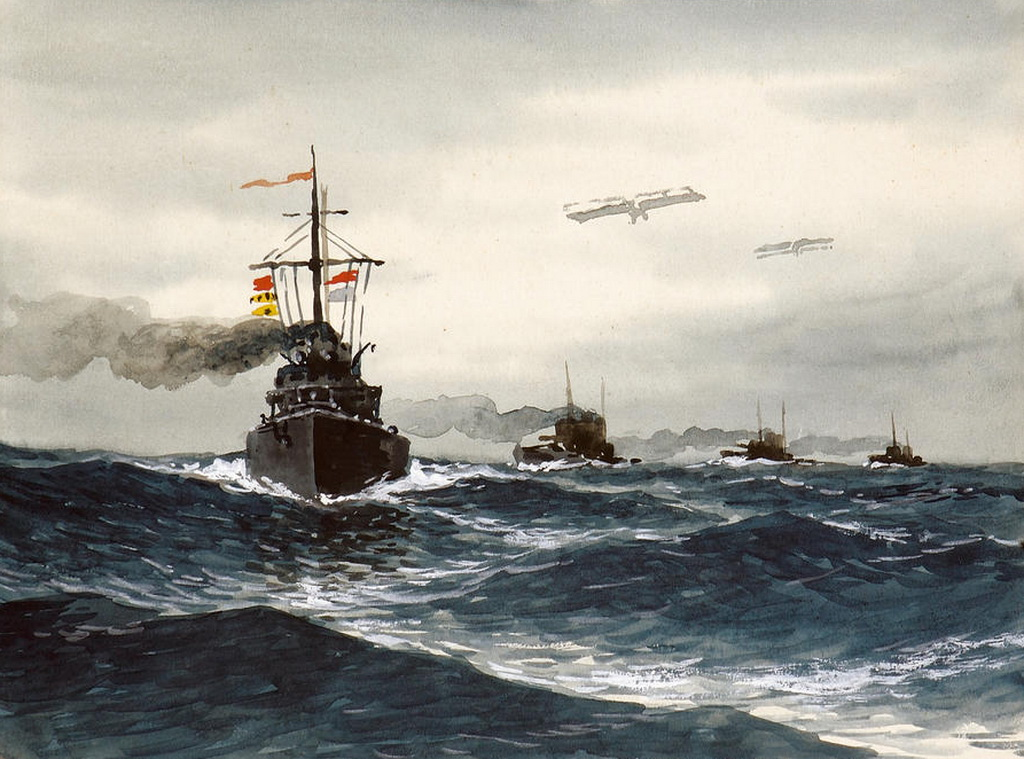
Греческий флот
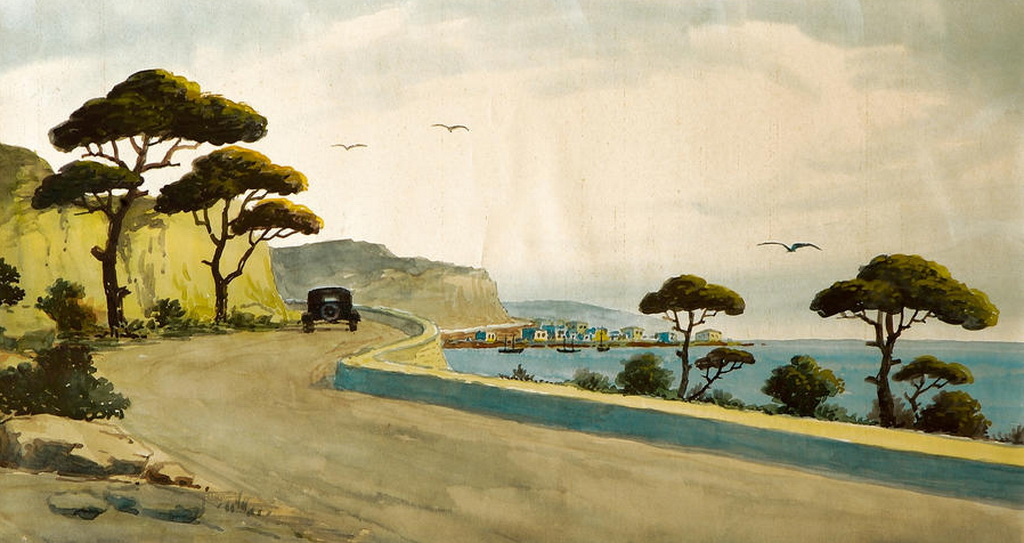
Греческий пейзаж
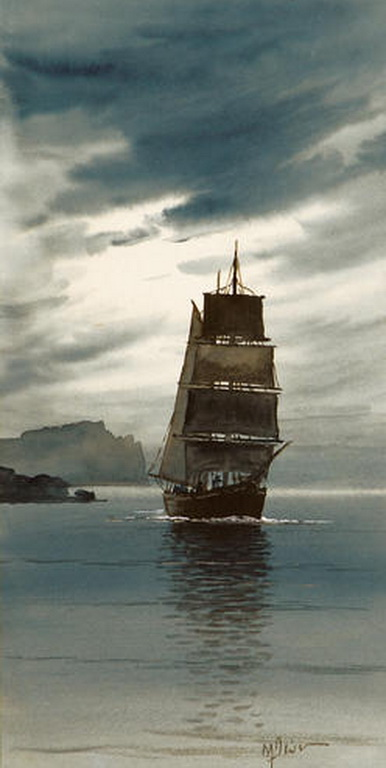
Парусник
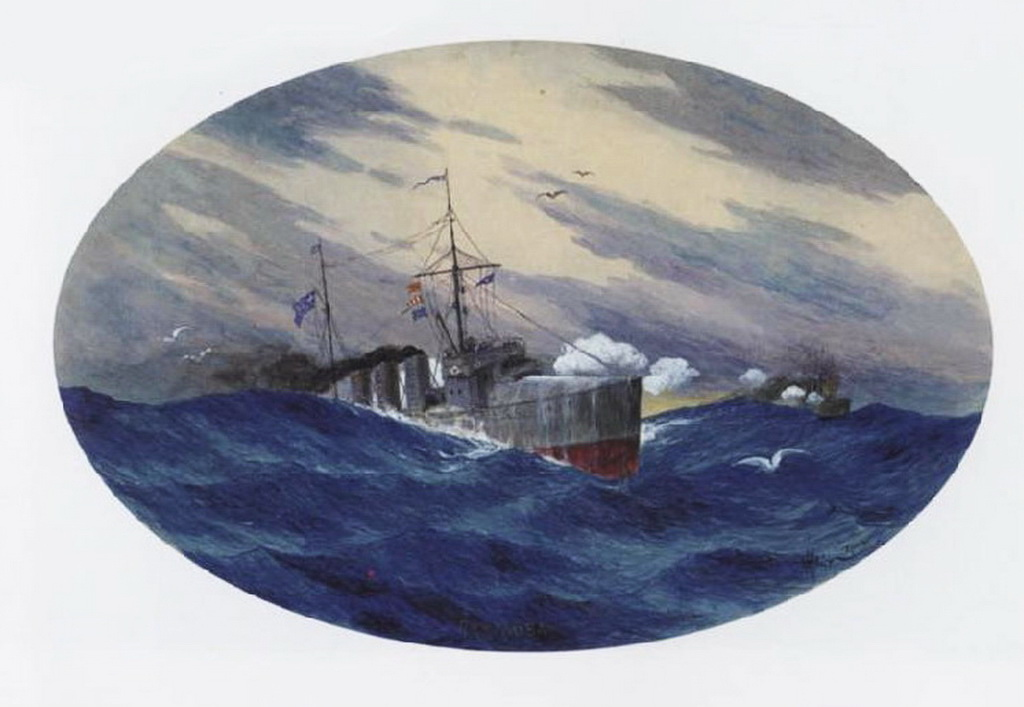
Эсминец Докса